# Petalocephala planata
Petalocephala planata är en insektsart som beskrevs av Evans 1969. Petalocephala planata ingår i släktet Petalocephala och familjen dvärgstritar. Inga underarter finns listade i Catalogue of Life.